# Hercegpüspök
A hercegpüspök ill. hercegérsek vallási hatalmával egyidejűleg világi uralmat is gyakorolt azon a területen, amely felett uralkodott. A Német-római Birodalom területén ez a funkció annak 1806-os felbomlásával de facto megszűnt. Egyes egyházmegyékben a név egészen az első világháború végéig fennmaradt. A hercegpüspök és a hercegérsek címek használatát és a hozzájuk tartozó világi jelképek (például fejedelmi kalap és címerpalást) használatát XII. Piusz pápa 1951-ben formálisan is eltörölte.

## Hercegpüspökök a Német-római Birodalomban

### Meghatározása

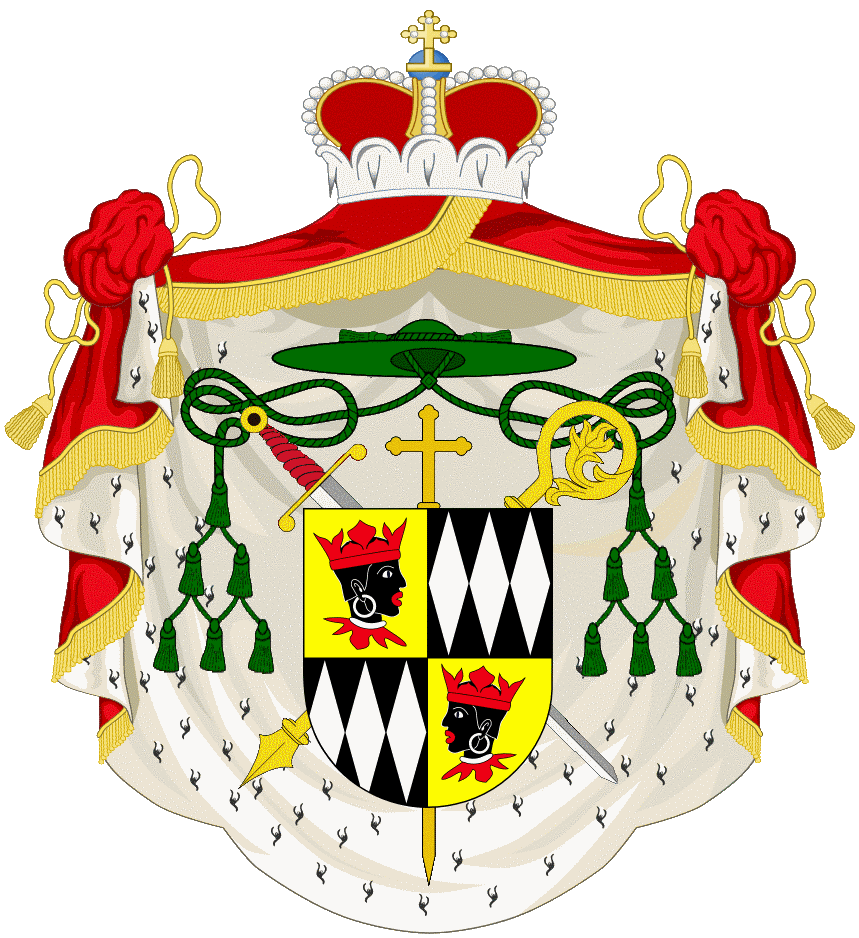
Johann Franz Eckher von Kapfing mint Freisingi hercegpüspök (1696–1727) címere hercegi és püspöki rangokkal

A hercegpüspök fejedelmi rangú püspök, a Német-római Birodalom császári hercege volt. A püspökök evilági uralkodói funkciója a kora középkori német királyok azon politikájáig nyúlik vissza, hogy az általuk kinevezett püspökökre támaszkodjanak a hatalmas fejedelmi családok befolyásának megfékezésére. E püspökök egy része királyi jogokat (regálé) kapott. A területi fejedelemségek kialakulása során ezek a püspökök uralmukat világi területekre is kiterjesztették, amelyeket hercegpüspökségnek neveztek.

### Történelmi fejlődése
A birodalom három legelismertebb vallási fejedelmét a IV. Károly német-római császár Aranybullája határozta meg, amely 1356-ban a birodalom választófejedelmeit négy világi fejedelem, azaz királlyá válásra jogosult fejedelem mellé nevezte ki: ezek Mainz, Köln és Trier hercegérsekei voltak.
1521-ben 53 katolikus vallási fejedelemség volt a Német-római Birodalomban, a reformáció és a szekularizáció ezt a számot 1648-ra 23-ra csökkentette, ami a 18. században 26-ra nőtt.
A 16. században és a 17. század elején a megmaradt katolikus hercegi egyházmegyék mellett számos protestáns hercegi egyházmegye működött – mindenekelőtt a fontos magdeburgi főegyházmegye. Ezen evangélikus egyházi államok szinte mindegyike, amelyeket rendszerint a nagyhatalmú szomszédos dinasztiák fejedelmei irányítottak, világi fejedelemségekké alakultak (a nagyobb világi államok, például Brandenburg-Poroszország javára) az 1648-as vesztfáliai békével, amelyet legutóbb Magdeburgban hajtottak végre. 1680-ban. Protestáns hercegpüspökségként csak a Lübecki Egyházmegye maradt meg, határesetként pedig az Osnabrücki egyházmegye, amelyben katolikusok és evangélikusok váltakoztak. Az összes többi, 1648 és 1802/03 között még létező hercegpüspökség kizárólag katolikus volt. Csak három másik evangélikus császári apátság volt.
A 16. és 19. század eleje között a hercegpüspöki tisztségeket szinte kizárólag a régi nemesség egyes csoportjainak képviselői töltötték be – fejedelmi fiakkal, császári lovagokkal és a régi arisztokráciával. Ebből a szempontból a német császári egyház elsősorban főúri egyház volt 1803-ig. Ugyanakkor lehetővé tette a társadalmi mobilitás korlátozott formáit, hogy bizonyos nem fejedelmi nemesek és egészen a 17. századig a közemberek a püspöki hivatalon keresztül személyes lépést is tehettek a császári fejedelmi méltóság felé.
A vallási államok legitimitásának fokozódó elvesztése a racionalizmus és a felvilágosodás korában, a forradalmi Franciaország befolyása 1792-től indult, ahol az egyházi tulajdont már „államosították” és eladták, valamint a szomszédos világi államok anyagi indíttatású annekcionizmusa. Németországban az 1801-es Lunéville-i béke vezetett egy évtizeden belül Németország összes lelki államának szekularizációjához. Szinte az összes hercegpüspökséget már 1802-ben elfoglalták szomszédos világi uraságai, amit az 1803-as „Reichsdeputationshauptschluss” (a birodalmi küldöttség főtanácsa) a birodalmi törvények értelmében is jóváhagyott. Az 1802/1803-as szekularizáció során összesen 15 hercegpüspök vesztette el területét a Német-római Birodalomban, de továbbra is püspöki hivatalban maradt.
Mainz utolsó választófejedelme/érseke, Karl Theodor von Dalberg volt az egyetlen, aki még néhány évig a birodalom választófejedelmi érsekeként vagy (1806-tól) a Rajnai Konföderáció hercegprímásaként kormányozhatott egy spirituális államot (Regensburg és Aschaffenburg környékén), majd ez is szekularizálódott és a Frankfurti Nagyhercegséggé alakult át, amelyet Dalberg 1813-ig irányított.
A Habsburg-ház uradalmában egyes püspökök hercegpüspöki vagy hercegérseki jelvényeket viseltek. A hercegérseki címek a monarchia végéig, 1918-ig, világi uradalmuk nélkül is fennmaradtak (pl. Bécs, Prága, Gurk, Lavant és Seckau).

### Hercegpüspökségek 1800 körül
1800 körül, a Német-római Birodalom végén a következő hercegpüspökségekkel rendelkezett:
- Kurfürstentum Kurmainz
- Kurfürstentum Kurköln
- Kurfürstentum Kurtrier
- Erzstift Salzburg
- Hochstift Augsburg
- Hochstift Bamberg
- Fürstbistum Basel
- Erzbistum Besançon 
(de facto nem létezett, Franciaország része)
- Erzbistum Breslau
- Hochstift Brixen
- Hochstift Chur
- Fürstbistum Corvey
- Hochstift Eichstätt
- Hochstift Freising
- Hochstift Fulda
- Hochstift Hildesheim
- Hochstift Konstanz
- Hochstift Lübeck
- Hochstift Lüttich
- Hochstift Münster
- Bistum Olmütz 
(1777-ben IV. Károly császár érseki ajándéka, birodalmi szavazati jog nélkül)
- Hochstift Osnabrück
- Hochstift Paderborn
- Hochstift Passau
- Hochstift Regensburg
- Hochstift Speyer
- Hochstift Straßburg
- Hochstift Trient
- Hochstift Worms
- Hochstift Würzburg

## Hercegpüspökök a Német-római Birodalmon kívül
A Birodalmon kívül nem volt hercegpüspök, eltekintve a magasabb rangú közép-olaszországi pápai államok, amelyeket a pápa kormányzott (aki egyben Róma püspöke is), és néhány más kivételt.

### Hercegpüspökök Olaszországban
844-ben II. Lajos római császár Brescia grófi címét adományozta Brescia püspökének. 1077 és 1420 között Aquileia pátriárkája is saját területének hercegpüspöke volt.

### Püspökhercegek a balti államokban
A régi porosz ermlandi, samlandi, kulmi és pomezániai egyházmegyék, valamint a rigai, Kurföldi, Dorpati és Ösel-Wieki livóniai egyházmegyék püspökei saját területükön uralkodtak, és olykor birodalmi fejedelmekként is tevékenykedtek, bár uralmuk a birodalmi határokon kívül volt.

### Montenegró hercegpüspökei
A 16. század óta kialakuló kivételes eset Cetinje ortodox püspökének évszázados kibontakozó politikai szerepe a montenegrói régióban. Míg Szerbia 1470/80 körüli meghódítása után az Oszmán Birodalom és szultánja Montenegró felett is uralmat követelt, az ottani hegyi törzsek gyakran sikeresen ellenálltak emez igény tényleges megvalósításának. Cetinje püspökét (Vladika) a törzsi vezetők e laza állam egyfajta pártatlan elnökeként használták és ismerték el. Danilo Petrović Njegošnak, aki 1697-ben vette át Vladika hivatalát, sikerült egyik unokaöccsét kineveznie utódjának, ami után a hivatal a 19. században családjában öröklődött, következésképpen „dinasztizálódott”. De előbb I. Petar herceg püspök (1782–1830) tudta biztosítani a Petrović Njegoš család hosszú távú világi és lelki vezetését, és csak unokaöccse, Peter II. (Petar II. Petrović Njegoš) (1831–1851) olyan erős klánt alakított ki, hogy a hercegpüspök Montenegró vitathatatlan politikai vezetőjévé emelkedett. Ebből a szempontból logikus volt, hogy unokaöccse és utódja, Danilo II. (1851-1860) 1852-ben lemondott a püspöki tisztségről, és Montenegró világi fejedelmévé kiáltotta ki magát. Ez a Petrović Njegoš fejedelemség Danilo unokaöccse és utódja, I. Miklós alatt állt.I. Miklós montenegrói király (Nikola, néha Nikita is) (1860–1918) 1910-ben királysággá avatták, de már 1918-ban az újonnan megalakult Szerb-Horvát-Szlovén Királysághoz, később Jugoszláviához csatolták.

### Hercegpüspökök Angliában
A durhami egyházmegye Skóciához való közelsége miatt stratégiai jelentőségű volt. A durhami hercegpüspököket ezért a középkorban az angol király különleges jogokkal ruházta fel, például az élet és halál feletti hatalmat.

### Hercegpüspökök Franciaországban
A francia püspökök egy része a királyság régi társai közé tartozott. Így Reims érseke, aki 1216 előtt Reims hercege lett, és Langres püspöke, aki 1216 előtt Langres hercege, Beauvais püspöke Beauvais grófja, Châlons püspöke Châlons grófja és Noyon püspöke és egyben Noyon grófja, Laon hercege pedig 1228 előtt Laon püspöke lett.
A Német-római Birodalom területein uralkodó püspökök a 16. századi Franciaországban, hercegpüspökök voltak, mint például a három püspökség és az érseki székhely: Strasbourg és Besançon.
1674-ben csatlakozott a párizsi érsek (aki fél évszázaddal korábban metropolita lett), fontossága miatt egyenrangú méltóságként foglalta el Saint-Cloud hercegségét.

### Hercegpüspökök Macedóniában
A Bolgár Birodalom Bizánci Birodalom általi meghódítása után az ohridi egyházmegye autonóm érsekségként maradt fenn, amelyben a világi hatalmat is az érsek gyakorolta. Az oszmán uralom alatt a szerbiai ortodox keresztények nagy részét később alárendelték, mígnem 1767-ben a konstantinápolyi pátriárka egyetértésével feloszlatták az ohridi érsekséget.

### Hercegpüspökök Lengyelországban
1443 és 1791 között a krakkói püspökök Siewierz hercegei is voltak.

### Andorra hercegpüspökei
A spanyolországi Urgelli egyházmegye püspökei 1278-tól napjainkig Andorra társfejedelmei.

### Hercegérsekek Ausztria–Magyarországon
Ausztria–Magyarországon egyes püspökök hercegérseki címet viseltek, ami sok, de nem minden esetben a régi, német-római-időkből származó címek folytatása volt; a címet is a császár adományozta (például Krakkóban 1889-ben). Bár a címhez nem kapcsolódott világi uralom, de maradtak bizonyos jogai a Habsburg-monarchián belül bizonyos állami funkciókhoz, különösen a Császári Tanács udvari székhelyéhez kapcsolódóan. Az Esztergom-Budapesti főegyházmegye esztergomi érsek, aki az 1867-es kiegyezés révén kikerült a ciszlajtániai birodalmi tanácsból, az apostoli király utáni első magyarországi állami méltóság lett. A hercegpüspökkel ellentétben a hercegérsek – az utóbbi eset kivételével – tisztán tiszteletbeli cím volt, mivel az érsekek már rendelkeztek minden hercegpüspöki joggal.

## Fordítás
- Ez a szócikk részben vagy egészben  a   Fürstbischof című német Wikipédia-szócikk ezen változatának fordításán alapul.  Az eredeti cikk szerkesztőit annak laptörténete sorolja fel. Ez a jelzés csupán a megfogalmazás eredetét és a szerzői jogokat jelzi, nem szolgál a cikkben szereplő információk forrásmegjelöléseként.